# Ricardo Centeno
Ricardo Centeno (Rio Cuarto, Córdoba, 8 de abril de 1979) es un exjugador de básquetbol argentino. Con 2,04 metros de altura, actuaba en la posición de pívot. Desarrolló una larga carrera como jugador profesional, compitiendo en diversas categorías del básquetbol de su país. También participó de varias ediciones del Campeonato Argentino de Básquet representando a La Pampa.
En la temporada 2004-05, siendo jugador de Regatas Corrientes, registró un triple doble contra Gimnasia y Esgrima de Comodoro Rivadavia al anotar 11 puntos, capturar 10 rebotes y realizar 10 bloqueos.

## Trayectoria

### Clubes
| Club                          | País      | Año         |
| ----------------------------- | --------- | ----------- |
| Independiente de General Pico | Argentina | 1996 - 1998 |
| Ciclista Juninense            | Argentina | 1998 - 1999 |
| Independiente de General Pico | Argentina | 1999 - 2002 |
| Ferro                         | Argentina | 2002 - 2004 |
| Regatas Corrientes            | Argentina | 2004 - 2006 |
| Atlético Mercedes             | Argentina | 2006        |
| Olimpia de Venado Tuerto      | Argentina | 2006 - 2007 |
| Alma Juniors                  | Argentina | 2007 - 2008 |
| Central Entrerriano           | Argentina | 2008 - 2009 |
| Asociación Italiana Charata   | Argentina | 2009 - 2011 |
| Banda Norte                   | Argentina | 2011 - 2012 |
| Alvear de Villa Ángela        | Argentina | 2012 - 2013 |
| Echagüe                       | Argentina | 2013 - 2014 |
| Banda Norte                   | Argentina | 2014 - 2015 |
| Alma Juniors                  | Argentina | 2015        |
| Deportivo Viedma              | Argentina | 2015 - 2016 |
| Alma Juniors                  | Argentina | 2016 - 2017 |